# Бард-рок
Бард-рок — условное обозначение направления в музыке, появившееся в 1970-х годах в Советском Союзе на стыке авторской песни и рок-музыки. С того времени и по настоящий момент в русскоязычных изданиях нет подлинного документального подтверждения, что стиль обозначался именно термином "бард-рок". Действительный автор создания исконно русского неологизма неизвестен. Между тем одной из особенностей данного условного стиля является то, что в нём сохранена не только поэтическая преемственность, но и композиционная, звуковая и мелодическая фактура бардовской песни. Написанные произведения довольно часто строятся по повествовательному принципу баллад и романсов, без деления песни на куплеты и припев. На звук большое влияние оказал фолк-ривайвл, в особенности творчество 1960-х годов американского автора и исполнителя Боба Дилана. Музыкальный критик Артемий Троицкий называет «первым стилистически безупречным образцом бард-рока» группу «Аквариум». В рамках жанра выступают с акустическими сольными программами лидеры многих групп русского рока. К ним, например, можно отнести Константина Кинчева («Алиса»), Юрия Шевчука («ДДТ»), Андрея Макаревича («Машина времени»). 
Коммерческий вариант бард-рока может называться международным термином софт-рок. Термин «бард-рок» также стал использоваться и в англоязычной прессе, напр. газета The Guardian в 2002 году характеризовала как «bard rock» записи Боба Дилана и т. п. «авторов-исполнителей».